# Oahuspjärnnäbb
Oahuspjärnnäbb (Aidemedia chascax) är en förhistorisk utdöd fågel i familjen finkar inom ordningen tättingar som tidigare var endemisk för Hawaiiöarna. 

## Kännetecken
Spjärnnäbbarna hade robusta, långa, raka eller böjda näbbar. De födosökte troligen på samma sätt som starar genom att stoppa ner näbben i marken och sedan med starka käkmuskler bända upp näbben för att komma åt födan. Oahuspjärnnäbbens näbb liknade mest den utdöda större amakihin, men var längre och smalare.

## Tidigare förekomst och utdöende
Oahuspjärnnäbben förekom på ön Oahu och försvann liksom alla spjärnnäbbar efter att polynesierna kom till ögruppen men före européernas ankomst. Orsaken är sannolikt habitatförstörelse och införseln av invasiva arter.

## Familjetillhörighet
Arten tillhör en grupp med fåglar som kallas hawaiifinkar. Länge behandlades de som en egen familj. Genetiska studier visar dock att de trots ibland mycket avvikande utseende är en del av familjen finkar, närmast släkt med rosenfinkarna. Arternas ibland avvikande morfologi är en anpassning till olika ekologiska nischer i Hawaiiöarna, där andra småfåglar i stort sett saknas helt.